# Agrostis foliata
Agrostis foliata é uma espécie de gramínea do gênero Agrostis, pertencente à família Poaceae.